# Solidago canadensis
Solidago canadensis (o vara d'or del Canadà) és una espècie de planta herbàcia que és planta nativa d'Amèrica del Nord. però s'ha establert com a espècie invasora. També es cultiva com planta ornamental en jardins.

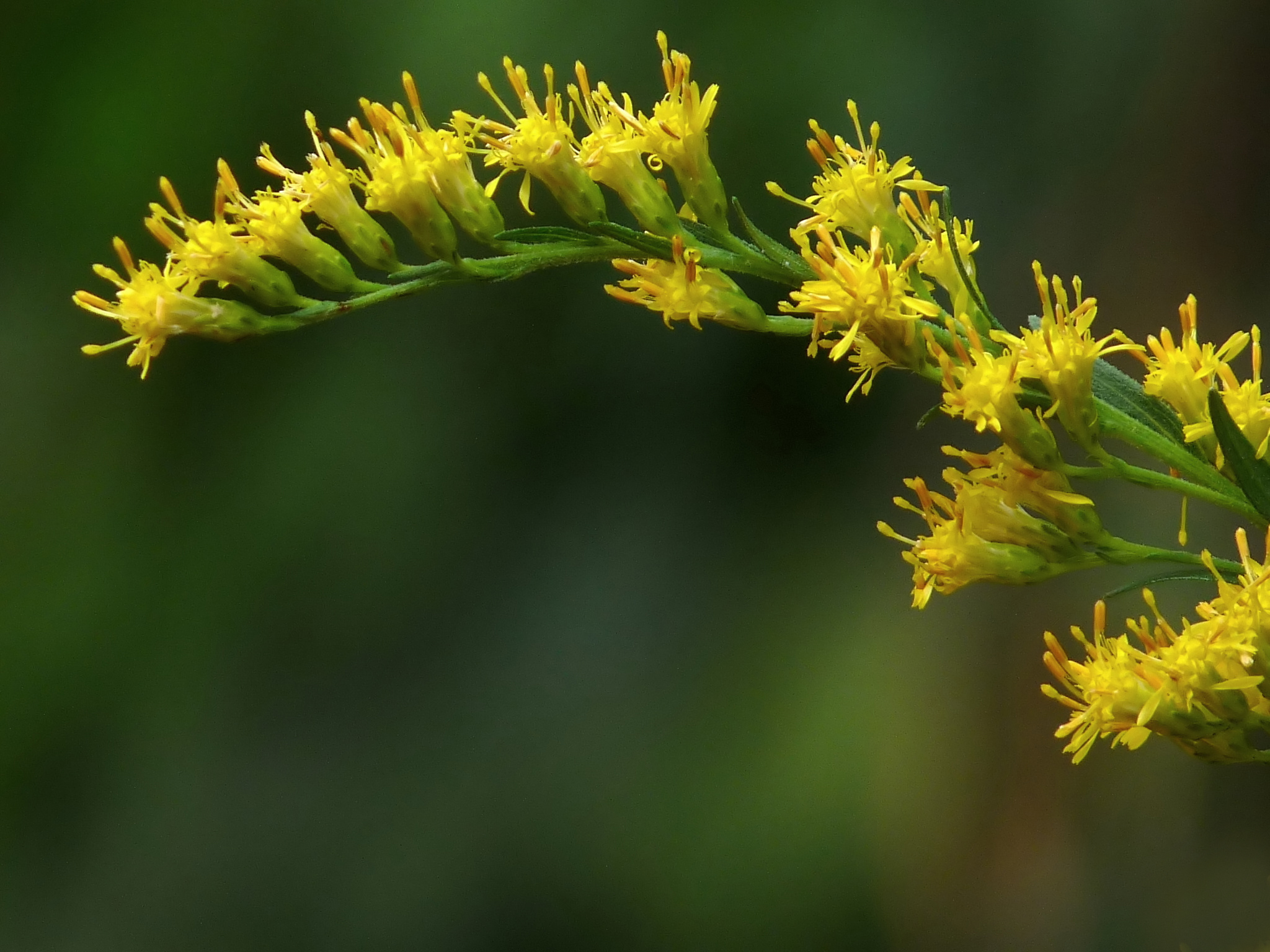
Solidago canadensis a Kerala